# 弗爾鎮區 (北卡羅萊納州斯坦利縣)
弗爾鎮區（英語：Furr Township）是位於美國北卡羅萊納州斯坦利縣的一個鎮區。

## 地方資料
弗爾鎮區的面積為153.06平方千米，皆為陸地。根據2020年美國人口普查的數據，當地共有人口13046人，而人口密度為每平方千米85.23人。